# Episodi di Rex (ottava stagione)
L'ottava stagione della serie televisiva Rex, composta da 12 episodi, è stata trasmessa per la prima volta in Italia dal 27 febbraio 2015 al 19 giugno 2015 su Rai 2.
| nº | Titolo italiano                | Prima TV Italia  |
| -- | ------------------------------ | ---------------- |
| 1  | Celeste                        | 27 febbraio 2015 |
| 2  | Il cadavere scomparso          | 27 febbraio 2015 |
| 3  | I giorni della mantide         | 6 marzo 2015     |
| 4  | Il calendario                  | 13 marzo 2015    |
| 5  | Gelosia                        | 20 marzo 2015    |
| 6  | Il pettirosso fantasma         | 29 maggio 2015   |
| 7  | Il sorriso del condannato      | 29 maggio 2015   |
| 8  | Ladri d'autore -prima parte-   | 5 giugno 2015    |
| 9  | Ladri d'autore -seconda parte- | 5 giugno 2015    |
| 10 | Effetto placebo                | 13 giugno 2015   |
| 11 | Quarantena                     | 13 giugno 2015   |
| 12 | Stanza 110                     | 19 giugno 2015   |

## Celeste
- Diretto da: Manetti Bros.
- Scritto da: Michelangelo La Neve
- Creative producer: Federico Favot

### Trama
Un giovane rampollo di una ricca famiglia uccide una donna fuori da una discoteca. Terzani protegge la modella francese che ha assistito al delitto.
- Ascolti Italia: telespettatori 1 664 000 - share 5,87%.[2]

## Il cadavere scomparso'
- Diretto da: Manetti Bros.
- Scritto da: Michelangelo La Neve
- Creative producer: Federico Favot

### Trama
Rex sorprende tre uomini intenti a occultare un cadavere. Prova ad avvisare Terzani, ma quando questi si reca sul posto il cadavere sembra scomparso nel nulla.
- Ascolti Italia: telespettatori 1 824 000 - share 7,2%[3]

## I giorni della mantide
- Diretto da: Manetti Bros.
- Scritto da: Cristiano Brignola
- Creative producer: Federico Favot

### Trama
Terzani e Rex trovano il cadavere di un uomo di colore nascosto in un pozzo. L'ultima persona ad aver visto viva la vittima è l'ambigua Veronica.
- Ascolti Italia: telespettatori 1 800 000 - share 6,24%.[4]

## Il calendario
- Diretto da: Manetti Bros.
- Scritto da: Alessandro Aniballi e Giordano De Luca
- Creative producer: Federico Favot

### Trama
Il fiuto di Rex spinge Terzani e Monterosso ad indagare su una banda di rapinatori, autori di parecchi furti.
- Ascolti Italia: telespettatori 1 748 000 - share 6.17%[5]

## Gelosia
- Diretto da: Manetti Bros.
- Scritto da: Alessandro Aniballi e Giordano De Luca
- Creative producer: Federico Favot

### Trama
Un ex detenuto appena uscito di prigione uccide a pugni un uomo e viene ferito gravemente all'addome, ma riesce a scappare. Durante una sparatoria nel bar dove sta indagando, Terzani salva la vita alla cantante del locale. Tra i due nasce un forte legame, ma Rex è geloso.
- Ascolti Italia: telespettatori 1 301 000 - share 4,66%.[6]

## Il pettirosso fantasma
- Diretto da: Manetti Bros.
- Scritto da: Michelangelo La Neve
- Creative producer: Federico Favot

### Trama
La squadra omicidi indaga sulla morte di Matteo, un graffitaro esperto di parkour caduto dal terrazzo di una palazzina, scoprendo che ha visto un famoso giornalista accettare dei soldi per non rivelare le proprie scoperte.
- Ascolti Italia: telespettatori 1 460 000 - share 5,76%.[7]

## Il sorriso del condannato
- Diretto da: Manetti Bros.
- Scritto da: Michelangelo La Neve
- Creative producer: Federico Favot

### Trama
Paolo Tarantini viene arrestato durante un furto d'auto, ma la facilità del suo arresto insospettisce Papini. Il vero scopo di Tarantini, infatti, è far evadere un ragazzo.
- Ascolti Italia: telespettatori 1 350 000 - share 5,57%.[7]

## Ladri d'autore
- Diretto da: Manetti Bros.
- Scritto da: Paolo Baravelli e Cristiano Brignola
- Creative producer: Federico Favot

### Trama
Terzani e Monterosso indagano sulla morte del collezionista d'arte Umberto Marescalchi, dalla cui villa è stato trafugato un Tiziano. Dal modus operandi, la polizia conclude che si tratti della coppia di ladri che negli ultimi tempi sta rubando opere del Cinquecento in tutta Italia. Da ulteriori indagini emerge che i dipinti facevano parte di alcune opere trafugate dai nazisti a una famiglia ebrea e che il responsabile dei furti è l'ultimo discendente rimasto, Guido Dell'Ombra.
- Ascolti Italia: telespettatori 1 373 000 - share 5,67%.[8]

## Effetto placebo
- Diretto da: Manetti Bros.
- Scritto da: Cristiano Brignola
- Creative producer: Federico Favot

### Trama
L'oncologo Christian Vittorini, che ha da poco scoperto una miracolosa terapia antitumorale, viene trovato morto nella sua casa. Gli indizi portano a una donna con la quale aveva litigato poco prima, e dai video di sorveglianza si scopre che si tratta della Fiori, che però nega di essere uscita di casa. La donna confessa solo a Terzani che Vittorini era il suo fidanzato e che prima stava con una sua amica.
- Ascolti Italia: telespettatori 967 000 - share 4,94%[9]

## Quarantena
- Diretto da: Manetti Bros.
- Scritto da: Massimo Reale
- Creative producer: Federico Favot

### Trama
Nella valigetta di un diplomatico appena tornato dalla Corea del Sud viene ritrovata una fiala del virus letale H5N1. Dopo aver scoperto che le fiale rubate da un laboratorio di Seul sono quattro, la polizia e l'esercito collaborano per sventare un attacco batteriologico alla sede dell'Eur.
- Ascolti Italia: telespettatori 1 159 000 - share 5,81%.[9]

## Stanza 110
- Diretto da: Manetti Bros.
- Scritto da: Federico Favot
- Creative producer: Federico Favot

### Trama
Si prospetta un enorme scambio di droga tra un cartello di spacciatori colombiani e la mala locale. Uno di essi, di nome Mario, viene arrestato nella stanza 110 di un albergo a Fregene e interrogato da Papini per scoprire la parola segreta da dire per sapere il luogo dello scambio. Intanto, Terzani e Laura s'installano nell'albergo, dove catturano due complici, Mariano Trevi e Gennaro Gandolfi. Terzani si fa poi sostituire da Gori, che però, al sopraggiungere di due nuovi malviventi, viene ferito gravemente. Laura e Terzani riescono a fermarli, e Terzani, ottenuta la parola segreta "felicità", si fa dire il luogo dell'incontro quando sopraggiunge la telefonata che stavano aspettando. Al luogo dell'appuntamento, Rex e Monterosso mettono fuorigioco i cecchini appostati e i criminali vengono arrestati, mentre Gori viene portato in ospedale e i dottori dicono che si salverà. Con questo episodio, si conclude la serie.
- Ascolti Italia: telespettatori 1 204 000 - share 5,15%.[10]